# Kemeneshát
Kemeneshát är kullar i Ungern. De ligger i den västra delen av landet, 170 km väster om huvudstaden Budapest.